# Бартоломео де Алвијано
Бартоломео де Алвијано (итал. Bartolomeo d'Alviano; 1455 — Геди, 7. октобар 1515), такође познат као Ливијано, био је италијански вођа плаћеника.

## Војна каријера
Син Фрање и Изабеле д'Алвијано Дела, борио се веома млад, у почетку у централној Италији за рачун Цркве, а 1496. борио се за папу Александра VI против Орсинија и Колона.
Године 1503. у служби шпанског краља Фердинанда II од Арагона дао је одлучујући допринос француском поразу у бици код Гариглианоа, када је почела владавина Шпаније на југу Италије.
Године 1505. био је на челу војске побуњеника у Пизи са сепаратистима који дају подршку Сиенесе против фирентинске Републике у бици код Сан Винћенцоа, у којој је поражен од трупа у Фиренци. Године 1507. дошао је заједно са Николом Орсинијем, грофом од Питиглианоа и његовим рођаком у службу Републике Венеције. Борећи се за Млетачку републику 1508. поразио је царску војску Максимилијана I Хабзбуршког, коју је предводио војвода Хенри од Брунсвикс у Вале ди Кадоре, освојивши Кадоре, Горицу и Трсту. Порденоне је такође приморан на безусловну предају 1508. када је предао млетачку власт.
Године 1509. поражен је у бици код Агнаделоа (Гхиарадада), иако је рањен у сукобу, проглашен је кривим због неиспуњавања одлука млетачког сената. Заробљен од стране Француске, остао је у затвору све до 1513. Пуштен је након потписивања Уговора од Блоа у Републици Венецији да краљ Луј XII буде против војводства Милана. Он се поново борио под командом Луја де ла Тремоиле, команданта француске војске, и био је поражен у бици код Ла Мота од шпанског вицекраља Напуља Раимонда де Цардона.
Он носи највише заслуге за победу краља Франсоа I, савезника Венеције, што је резултовало пад војводства Милана, на жесток напад јер трупе швајцарски плаћеници на други дан борбе са само 300 Витезови (14. септембар 1515).
Бартоломео де Алвијано Бергам борио се још против царске војске, али је преминуо 7. октобра за време опсаде Бреше. Сахрањен је у Венецији у Цркви Санто Стефано.

## Порденоне
Бартоломео се оженио ћерком Наполеона I Орсинија, сестром Кларисе Орсини, супруге Лоренца Величанственог. Удовац од 1497. оженио је другу жену Пентхесилеа Баглиони, која му је родила сина Ливио Алвијано, који је рођен у 1514, који је наследио господарство у Порденонеу његовог оца, под регентством његове мајке до 1529, умро је борећи се за француски Кераско 1537. Порденоне се затим преноси у директан посед Венеције.
Током његове владавине у Порденонеу је рођена Ливиана академија 1508. године, од којих су чланови, између осталих, Андреа Навагеро, Пјетро сека, Ђулио Камило Делминио, Ђироламо Фрацасторо (лични лекар Бартоломеа), Џером Алеандро (предавач на Сорбони и пријатељ Еразмоа у Ротердаму, као библиотекар у Ватикану).